# Letov Š-18
Letov Š-18/Š-118 byl československý školní dvouplošník z poloviny 20. let 20. století. Letoun, vyráběný v továrně Vojenská továrna na letadla, Kbely, byl navržen pro Ministerstvo národní obrany (MNO) šéfkonstruktérem ing. Aloisem Šmolíkem. Ve své době se jednalo o moderní typ elementárního školního stroje. Typ Š-18/Š-118 byl přezdíván jako "Komár". Tyto letouny byly někdy označovány jménem svého konstruktéra a například i v Leteckém rejstříku byly v roce 1932 uváděny jako Šmolík Š-18/Š-118.

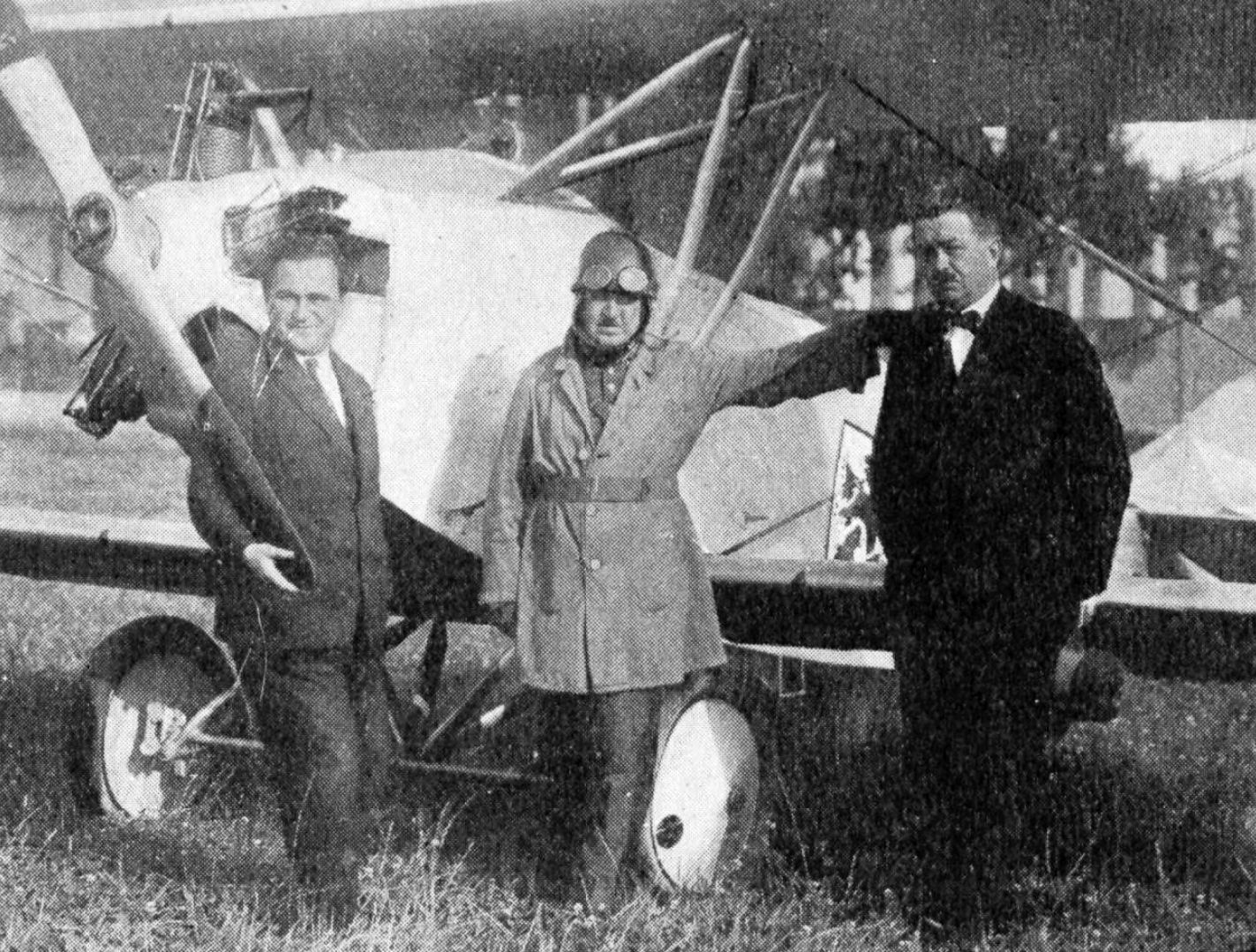
Letov Š-18 a vlevo stojící Alois Šmolík (L'Aéronautique, červenec 1927)

## Vznik a vývoj
V roce 1924 navrhl ing. Alois Šmolík nový, celodřevěný dvouplošník pro základní výcvik, který v tovární hierarchii dostal označení Š-18. První prototyp s hvězdicovým vzduchem chlazeným pětiválcovým motorem Walter NZ-60 byl zalétán na jaře 1925. Tento cvičný letoun měl nahradit zastarávající typy Letov Š-10 (1922) a Aero A-1 (1919), který vycházely z válečného letounu Hansa-Brandenburg B.I. (1915). V roce 1926 následovala verze Š-118 s hvězdicovým vzduchem chlazeným sedmiválcovým motorem Walter NZ-85 pro pokračovací výcvik. Zástavba motoru Walter NZ-85, který byl o 22 kg těžší než NZ-60, do trupu letadla nepředstavovala větší problémy a drak zůstal bez úprav.
Pro továrnu Letov představoval tento typ Š-18 a jeho deriváty komerční úspěch nejen dodávkou 36 strojů pro československé letectvo, ale i exportem do zahraničí. Do Bulharska bylo v roce 1926 prodáno 10 letounů v provedení Š-18, kde se letoun stal vzorem pro stavbu v licenci vyrobených, bulharských 12 letounů DAR-1 (Walter NZ-60) a 8 letounů DAR-1A (Walter Vega). Letadla byla vyráběna společností DAR (Daržavna Aeroplanna Rabotilnica, česky: Státní letecká dílna) nedaleko letiště Božurište na předměstí Sofie. Jeden použitý letoun Š-18 (výr. č. 6, OK-LIS) zakoupil Julius Kumpikevicius z Litvy pro Lietuvos Aero Klubas.
Dalším vývojem byl letoun se silnějším motorem Walter NZ-120, pro Československo označený jako Š-218 a pro Finsko jako Š-218A. Do Finska byla prodána i výrobní licence k tomuto stroji.

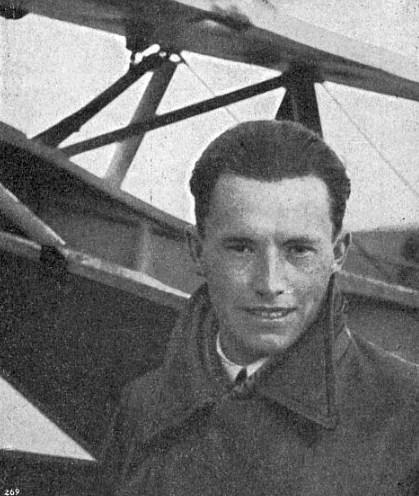
Ing. Bohuslav Šimůnek na letounu Letov Š-118 s motorem Walter NZ-85 zvítězil v Národním letu RČs. (1934)

## Popis letounu
Letov Š-18 byl dvoumístný, jednomotorový vzpěrový dvouplošník určený jako školní letoun pro základní výcvik. U letounů Š-18 a Š-118 provozovaných v Československu se jednalo o celodřevěný dvouplošník, který byl vyztužen po každé straně jednou vzpěrou tvaru N. Trup měl obdélníkový průřez a byl potažen překližkou. V horní části v prostoru sedadel posádky byl mírně zaoblený z důvodu lepšího výhledu do stran. Kokpit dvoumístného stroje byl společný pro pilota i žáka.
Obě křídla byla stejného rozpětí a hloubky. Horní křídlo bylo ke trupu připevněno systémem ocelových vzpěr pouze po stranách trupu, což dovolovalo dobrý výhled pro pilota i směrem vpřed. Křídla a ocasní plochy byly potaženy plátnem. Letoun měl dvojí řízení pákového typu. Masivní podvozek z ocelových trubek byl zpevněn uprostřed osy dalšími vzpěrami, které vedly ke spodní části trupu, a byl odpružen gumovými provazci s rozchodem kol 1,82 m, což poskytovalo letounu pohodlné a jisté přistání i na méně zpevněných plochách a také v podmínkách "tvrdých" dosednutí nezkušených pilotních žáků. Motor byl připevněn na silném motorovém loži, které bylo snýtováno z ocelového plechu. V letounu Š-18 byl instalován motor Walter NZ-60, který měl vzletový výkon 75 k (55 kW) při 1750 ot/min a jmenovitý 60 k (44 kW) při 1400 ot/min. Motor byl vybaven pevnou, dvoulistou dřevěnou vrtulí.
Letouny řady Š-18 při své dostatečné stabilitě byly lehce ovladatelné i při vertikálních zatáčkách a při ostatních obratech zůstávaly beze změny výšky, čímž naplňovaly požadavky kladené na stroj pro školní účely. Byly velmi oblíbeny pro své "nezáludné" vlastnosti.

## Použití
Letounů Š-18 pro základní výcvik tedy bylo vyrobeno 46 ks. Letouny Š-18 sloužily i v československé armádě (36 ks), ale první větší série (10 ks) byla vyvezena do Bulharska. Převzetí bulharskou stranou se uskutečnilo 23. června 1926.
Pro pokračovací výcvik, s motorem o vyšším výkonu (Walter NZ-85), byla následně stavěna pro Ministerstvo veřejných prací (MVP) verze Š-118 (13 ks). S tímto lehkým školním letounem podnikl kpt. Josef Hamšík 21. září 1926 propagační dálkový let v délce 3000 km na trase Praha–Olomouc–Varšava–Kovno–Riga–Reval (Finskem, Pobaltím a Polskem), na jehož základě si Finové několik strojů objednali, ale krátce po podpisu smlouvy přišel požadavek zákazníka na změnu pohonné jednotky. Požadovali oproti Š-118 ještě silnější motor, což se naplnilo pozdější verzí Š-218A.
V květnu 1931 se jeden vojenský letoun Š-118 (označený 22C) zúčastnil Mezinárodního leteckého meetingu v chorvatském Záhřebu. Mjr. Diviš se škpt. Čapkem na Š-118 obsadili druhé místo v celkové klasifikaci a byli první ze všech letadel bez brzd. Z Československa přiletělo i druhé letadlo Š-118 s pilotem Kolaříkem z moravského aeroklubu (OK-AAU) a to skončilo v soutěži na 6. místě.
Od počátku 30. let vojenská správa letouny Š-18/Š-118 odprodávala popř. zapůjčovala do aeroklubů (Praha, Č. Budějovice, Plzeň, Klatovy, Hradec Králové, Pardubice, Brno, Olomouc, Mor. Ostrava, Bratislava, Zvolen atd.) anebo do poboček Masarykovy letecké ligy (Klatovy, Brno, Olomouc, Zlín, Bratislava, Košice, Užhorod atd.) k výcviku pilotů pro tehdy probíhající akci "1000 nových pilotů" financované rovněž z Národní letecké sbírky. Letouny byly bezplatně servisovány československou armádou a za každého vycvičeného pilota inkasovala školící organizace 5000 Kč. Celkem bylo od roku 1930 imatrikulováno v československém civilním rejstříku 7 strojů Š-18 a 10 letounů Š-118.
Mimo výcviku byly letouny často předváděny na Dnech sportovního létání a na různých Leteckých dnech. V dubnu 1934 to bylo například na akci Aeroklubu RČs., která se uskutečnila na novém státním letišti Praha-Ruzyně. K ukázkám klubového létání bylo použito všech letadel klubového parku, zejména typu Š-218.1, Š-118.1, B-9, Š-10 a Š-218.25, řízené členy klubu pp. škpt. Ambrušem, škpt. Hessem, inž. Hertíkem, inž. Gutem, mj. Marešem, nadpor. Malým, kapitánem Podaným, škpt. Prokopem a bratrů inž. B. Šimůnkem a kpt. inž. V. Šimůnkem.
Ještě v roce 1934 se letoun Š-118 zúčastnil Národního letu RČs. a za pilotáže ing. Bohuslava Šimůnka s dr. J. Janatkou zvítězil. Ing. Šimůnek, který se umístil na prvním místě, se "vyučil létání" v Aeroklubu RČS. Doprovázel ho jako navigátor dr. Janatka, který ač byl odborným lékařem, věnoval volné chvíle leteckému sportu. Závodu se zúčastnilo 26 posádek, z nichž 18 soutěž úspěšně dokončilo.

## Varianty
- Š-18 - Základní verze představená roku 1925 s motorem Walter NZ-60. Ve 30. letech 20. století provozovala tento typ i Masarykova letecká liga (např. OK-LII, OK-MOC, OK-LIH) a přidružené kluby k Aeroklubu RČs (např. moravský OK-OAA, hradecký OK-HAB a východočeský OK-VAI atp.). Jednalo se o stroje uvolněné československým letectvem.[18][19]

- Š-118 - V roce 1926 vznikla třináctikusová série s motorem Walter NZ-85, která dostala typové označení Š-118. Ta byla určena pro tzv. pokračovací osnovu cvičného létání.

## Uživatelé
- Československo
  - Československé letectvo
  - Aeroklub Republiky Československé a jeho pobočky
  - Masarykova letecká liga
- Bulharsko
  - Bulharské letectvo
- Litva
  - Lietuvos Aero Klubas

## Specifikace
Data pro letouny Š-18/Š-118 podle

### Technické údaje
| Typ                             | Š-18               | Š-118              |
| ------------------------------- | ------------------ | ------------------ |
| Provedení                       | série              | série              |
| Rok zavedení                    | 1925               | 1926               |
| Posádka                         | 2                  | 2                  |
| Rozpětí (m)                     | 10,00              | 10,00              |
| Délka (m)                       | 6,68               | 6,91               |
| Výška (m)                       | 2,36               | 2,85               |
| Nosná plocha (m2)               | 16,30              | 16,30              |
| Plošné zatížení (kg/m2)         | 34,0               | 54,9               |
| Hmotnost prázdného letounu (kg) | 354                | 480                |
| Vzletová hmotnost (kg)          | 555                | 720                |
| Typ motoru                      | Walter NZ-60       | Walter NZ-85       |
| maximální výkon motoru          | 55 kW/75 k         | 74 kW/100 k        |
| nominální výkon motoru          | 44 kW/60 k         | 62 kW/85 k         |
| Vrtule                          | dvoulistá, dřevěná | dvoulistá, dřevěná |

### Výkony
| Typ                            | Š-18          | Š-118        |
| ------------------------------ | ------------- | ------------ |
| Maximální rychlost (km/h)      | 140           | 145          |
| Cestovní rychlost (km/h)       | 105           |              |
| Přistávací rychlost (km/h)     | 68            | 68           |
| Dostup (m)                     | 3500          | 4000         |
| Čas výstupu (min) na výšku (m) | 10´ na 1000 m | 8´ do 1000 m |
| Dolet (km)                     | 325           | 375          |